# Les Abrets
Les Abrets korábbi község (település) Franciaországban, Isère megyében. 2016. január 1-jén La Bâtie-Divisin és Fitilieu községgel egyesült és Les Abrets en Dauphiné új község része lett.
Lakosainak száma 3484 fő (2018. január 1.). Les Abrets Chimilin és La Bâtie-Divisin községekkel határos.

## Népesség
A település népességének változása:
| Lakosok száma | 2437 | 2795 | 2804 | 2705 | 3030 | 3644 | 3445 | 6391 | 3470 | 3484 |
|               | 1975 | 1982 | 1990 | 1999 | 2008 | 2013 | 2015 | 2016 | 2017 | 2018 |